# Dodo Kopold
Dodo Kopold, vlastním jménem Jozef, (* 6. února 1980 Bratislava) je slovenský horolezec. V roce 2002 a znovu v letech 2003, 2005, 2006 a 2007 byl označen za slovenského horolezce roku.
V roce 2006 se neúspěšně snažil zdolat argentinskou horu Cerro Torre, avšak skončil sto metrů pod vrcholem. V roce 2008 se stal předmětem kontroverzí, když při jeho výstupech na osmitisícovky Šiša Pangma a Broad Peak zahynuli jeho spolulezci (Marek Hudák, Vladimír Plulík).
Lezl na různých dalších místech po celém světě (Alpy, Yosemity).